# Гартманнсдорф (Заале-Гольцланд)
Гартманнсдорф (нім. Hartmannsdorf) — громада в Німеччині, розташована в землі Тюрингія. Входить до складу району Заале-Гольцланд. Складова частина об'єднання громад Гайделанд-Ельстерталь-Шкелен.
Площа — 1,63 км2. Населення становить 670 ос. (станом на 31 грудня 2021).

## Галерея

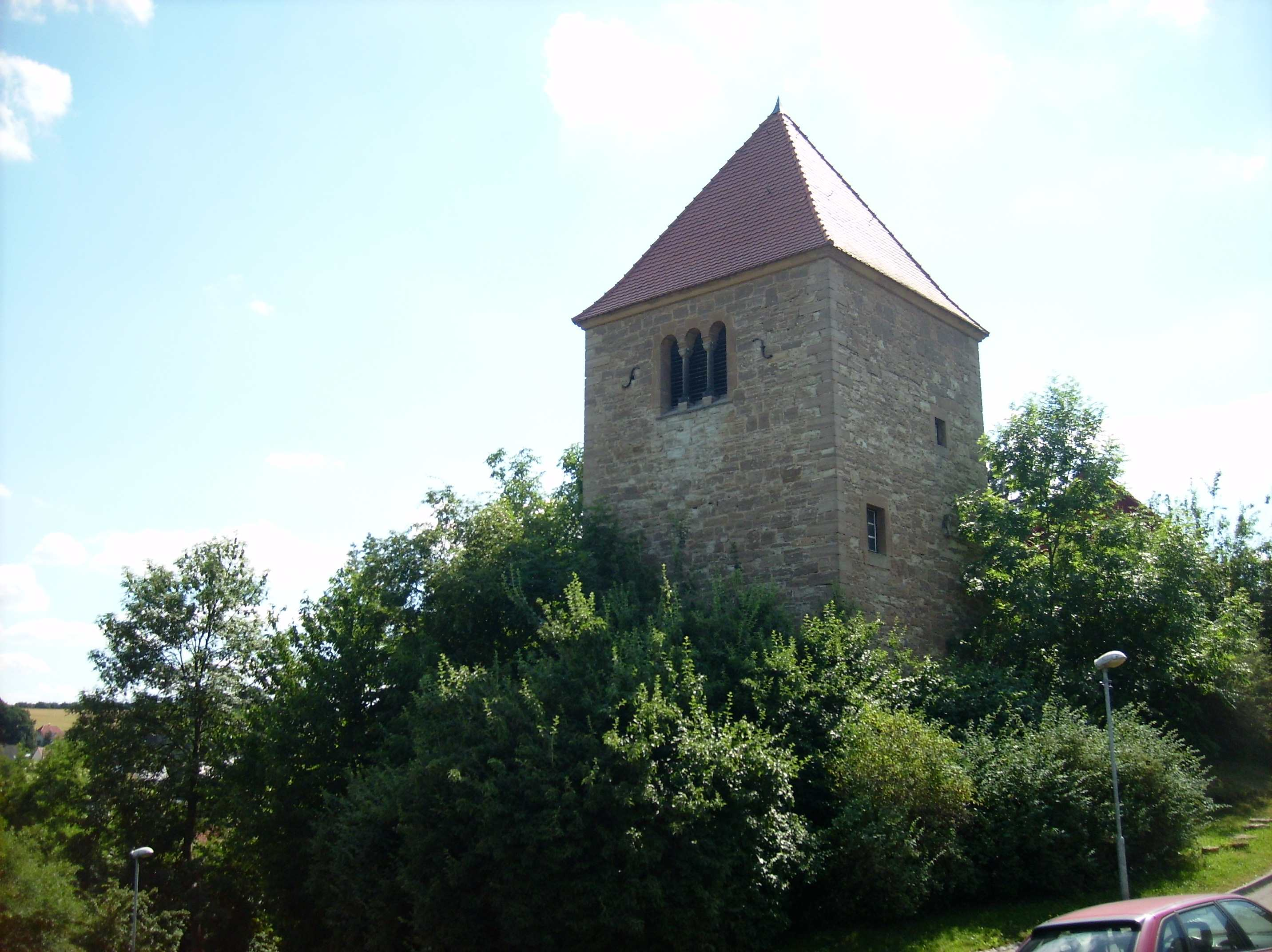
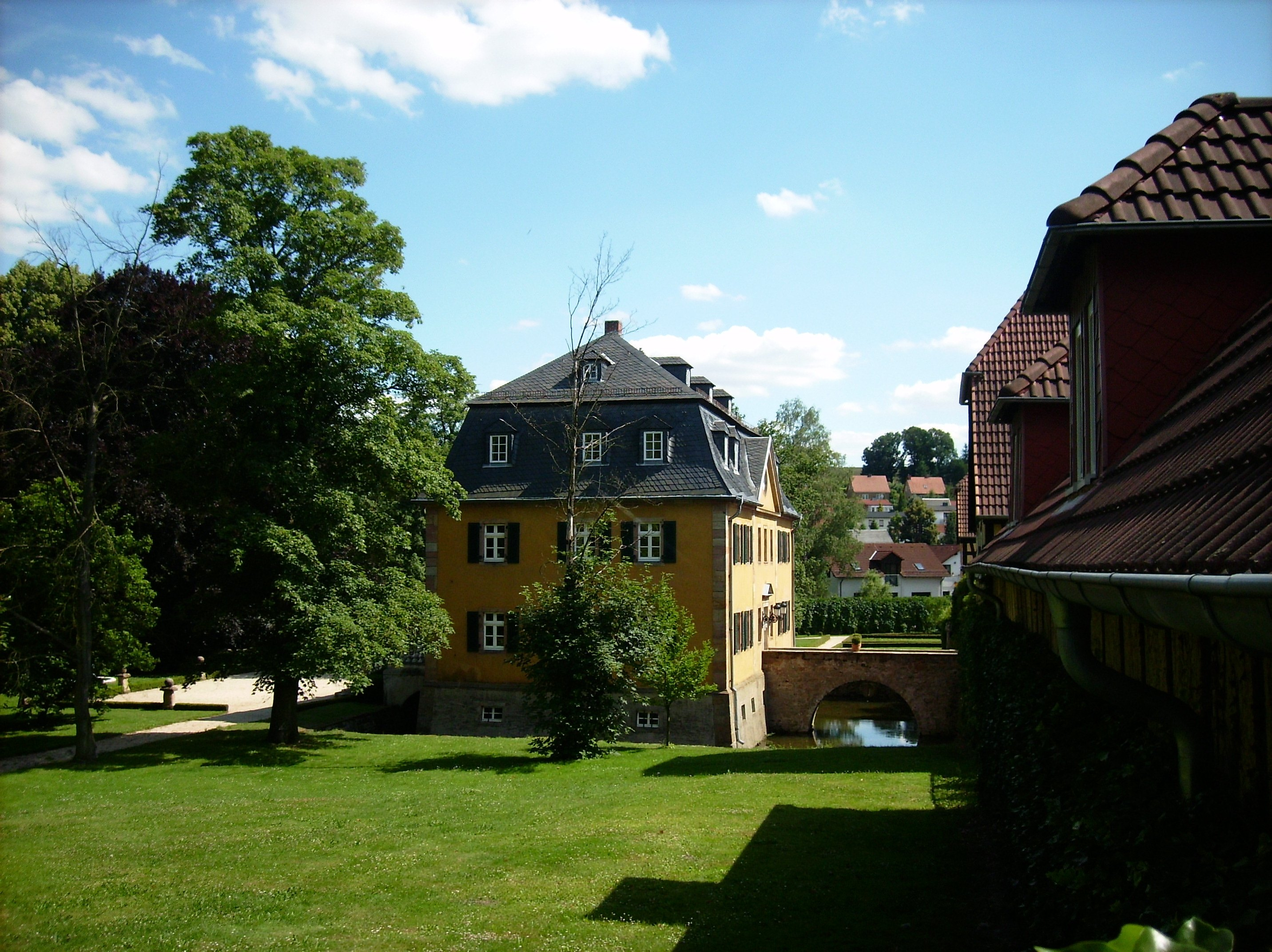